# SG Dynamo Zinnwald

Logo

Die SG Dynamo Zinnwald war eine Wintersportgemeinschaft aus Zinnwald-Georgenfeld im östlichen Erzgebirge. Sie war in der DDR-Zeit Leistungsschwerpunkt der Sportvereinigung Dynamo für Biathlon, Bobsport und Rennrodeln und trat somit kaum in Konkurrenz zum SC Dynamo Klingenthal, in dem sich der nordische Skisport konzentrierte.

## Geschichte

Briefmarke zur Biathlon-WM 1967 in Altenberg

Am 15. Oktober 1956 wurde die SG Dynamo Zinnwald als einfache Sportgemeinschaft der SV Dynamo in dem deutsch-tschechischen Grenzort gegründet. Zunächst war sie vorrangig auf den nordischen Skibereich ausgerichtet. Daneben fanden sich jedoch schon zu Beginn ihres Bestehens auch Aktive, die dem Biathlonsport nachgingen, der damals im Anfangsstadium seiner Entwicklung als moderne Sportart steckte. Ab 1959 wurde die SG auf Beschluss der zentralen Leitung der Sportvereinigung Dynamo zum regionalen Biathlonschwerpunkt entwickelt. Dies führte zur Umstrukturierung der Trainingsstätten und zu einer gezielten Nachwuchsförderung. Im Jahr 1964 weihte die SG Dynamo in Georgenfeld ihr neues Gebäude ein, das eine einfache Hütte ablöste. Während die Bedeutung des nordischen Skisports in Zinnwald kontinuierlich zurückging, nahm der Stellenwert des Biathlons zu. Im Jahr 1967 richtete Altenberg, zu dem Zinnwald seit 1994 gehört, die 8. Biathlon-WM aus. Ebenfalls in Altenberg entstand 1974 eine Kinder- und Jugendsportschule zur Nachwuchsförderung in verschiedenen Wintersportarten, die eng mit Dynamo Zinnwald verbunden war. Nach der Wende wurde am 7. August 1990 als Dynamo-Nachfolger der Sächsische Wintersportverein Altenberg e. V. gegründet, der im Oktober 1992 nach Fusion mit dem SV Zinnerz Altenberg (vormals BSG Stahl Altenberg) im SSV Altenberg aufging.

## Biathlon

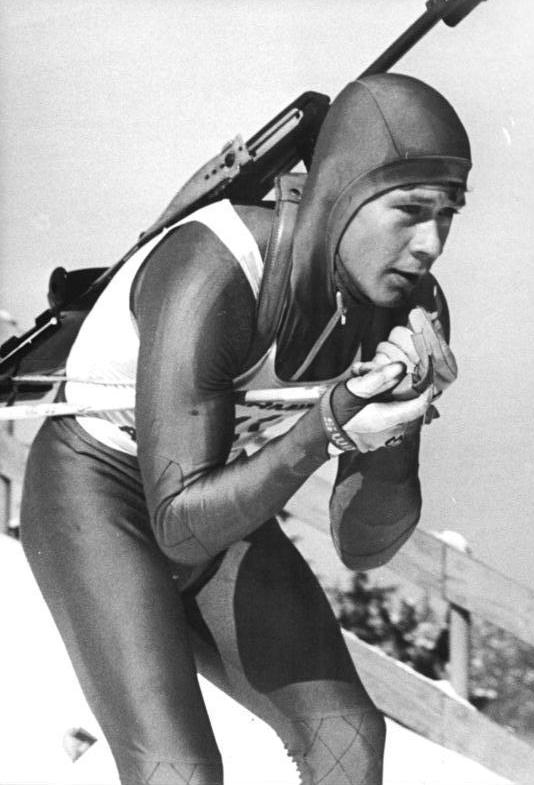
Frank-Peter Roetsch

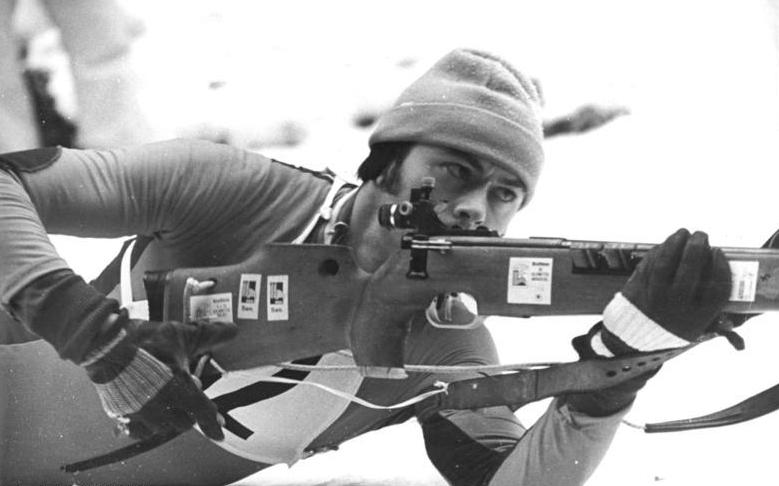
Eberhard Rösch

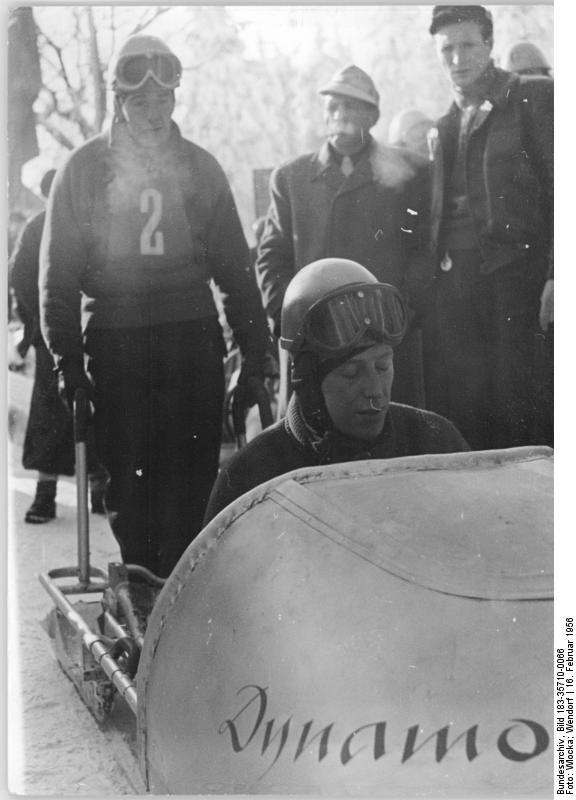
Dynamo-Bob 1956

Bei nationalen Titelkämpfen stand Dynamo Zinnwald in dauerhafter Konkurrenz mit dem ASK Vorwärts Oberhof und konnte 19 Meisterschaften in der Staffel sowie 22 Einzeltitel erringen. Zudem waren Sportler der SG Dynamo in zahlreichen internationalen Wettbewerben wie Olympischen Winterspielen, Welt- und Europameisterschaften erfolgreich.
Erfolgreiche Biathleten:
- Birk Anders
- Günter Bartnik
- Manfred Beer
- Raik Dittrich
- Ricco Groß
- Steffen Hauswald
- Andreas Heymann
- Helmut Klöpsch
- Arne Kluge
- Heinz Kluge
- Hansjörg Knauthe
- Horst Koschka
- Michael Lohschmidt
- Joachim Meischner
- Hans-Dieter Riechel
- Dieter Ritter
- Eberhard Rösch
- Frank-Peter Roetsch
- André Sehmisch
- Klaus Siebert
- Jens Steinigen
- Steffen Thierfelder

## Bob
Zwischen 1983 und 1987 wurde die Bobbahn Altenberg für die Dynamo-Sportler erbaut. In der Bobsport-Sektion gingen unter anderem Matthias Benesch und der spätere Olympiasieger Harald Czudaj für Dynamo Zinnwald an den Start.